# CH-4 Rainbow
Le CH-4 Rainbow (en chinois Cai Hong-4) est un drone de combat et de reconnaissance d'altitude de croisière moyenne et de longue autonomie (MALE), construit par l'entreprise chinoise CASC. Il est présenté pour la première fois au salon aéronautique de Zhuhai en novembre 2012. D'un stylisme très similaire au drone américain MQ-9 Reaper, il est aussi assimilé à son concurrent direct en Chine le Wing Loong.

## Présentation
Suspectés d'être à l'origine d'attaques informatiques récurrentes qui ont visé plusieurs entreprises américaines évoluant dans le domaine des drones, les Chinois se sont grandement inspirés de l'expertise américaine pour la conception du CH-4 Rainbow, très proche par son aspect de son pendant américain le MQ-9 Reaper, il se caractérise par la présence d'une dérive en « V » avec des ailes médianes, le drone est aussi doté d'un train d'atterrissage tricycle escamotable et d'un moteur à pistons prolongé d'une hélice de propulsion située à l'arrière. Il est aussi pourvu d'une station de commandement au sol pouvant abriter deux opérateurs chargés du pilotage à distance.

## Versions
CH-4A : Version de reconnaissance équipée de caméras de très haute définition, de capteurs électro-optiques rétractables et d'une liaison de données reliée à la station au sol. Cette version se caractérise par l'importance accrue de son autonomie en vol qui est estimée à 40 heures.
CH-4B : Version armée destinée à l'attaque au sol, pourvue de quatre points d'emport sous les ailes pouvant accueillir des missiles de type AR-1 de 45 kg d'une portée de 10 km avec un guidage laser ou GPS, des bombes de type FT-5, TG100 de plus de 100 kg guidées par laser. La charge utile est estimée à 345 kg, ce qui réduit l'autonomie de vol à 14 heures. 
CH-4C : En cours de développement, cette version devrait inclure des améliorations notables au niveau du volume de la charge utile ainsi qu'une mise à jour du traitement des données et d'autres aspects inhérents au retour d'expérience des différents opérateurs en Chine et à l'étranger.

## Opérateurs
Liste des opérateurs : 
- Algérie - 10 CH-4B[5]
- Arabie saoudite
- Birmanie - production sous licence[6]
- Chine
- Égypte
- Émirats arabes unis[7]
- Éthiopie[7]
- Indonésie - 6 CH-4B[8],[9]
- Irak - 20 livrés à partir de 2014, 8 détruits, ne volent plus depuis septembre 2019 (en date de mai 2021) faute de pièces détachées[10]. 12 opérationnel en 2022
- Pakistan[11] - Au moins 5 CH-4B opérationnel en 2022[12].
- République démocratique du Congo - 3 en 2023 [13].
- Soudan - Nombre inconnu de CH-4 , toujours opérationnel en 2022[14].

- Zambie[7]

## Engagement
Depuis son acquisition par l'Irak en 2014, le CH-4 a aussitôt été soumis à l'épreuve du feu, il a notamment été déployé dans la province d'Al Anbar où il a permis de neutraliser plusieurs poches de l'EI.
L'Arabie saoudite l'emploi dans sa guerre au Yémen contre les rebelles Houthis.
En 2022 le drone est répéré opérant dans le détroit de Taïwan.